# Pesem Evrovizije 1968
Pesem Evrovizije 1968 je bil 13. Izbor za Pesem Evrovizije prireditev zapovrstjo. Pesem La, la, la ..., ki je predstavljala Španijo, je prvotno nameraval zapeti Joan Manuel Serrat, vendar mu Španija pod vodstvom Franca ni dovolila, da jo zapoje v katalonščini. Tako je na izboru Španijo zastopala Massiel, ki je pesem zapela v španščini.
Tega leta je bil izbor prvič oddajan v barvni tehniki in sicer so v barvah predvajale televizije v Franciji, Nemčiji, Švici, Združenem kraljestvu ter na Nizozemskem in Švedskem.
Prvič v zgodovini prireditve Grand Prix of the Eurovision Song Contest je zmagala Španija.

## Rezultati
| Uvrstitev | Država              | Izvajalec                         | Pesem                              | Točke |
| --------- | ------------------- | --------------------------------- | ---------------------------------- | ----- |
| 1.        | Španija             | Massiel                           | La, La, La                         | 29    |
| 2.        | Združeno kraljestvo | Cliff Richard                     | Congratulations                    | 28    |
| 3.        | Francija            | Isabelle Aubret                   | La Source                          | 20    |
| 4.        | Irska               | Pat McGeegan                      | Chance of a Lifetime               | 18    |
| 5.        | Švedska             | Claes-Göran Hederström            | Det Börjar Verka Kärlek, Banne Mej | 15    |
| 6.        | Nemčija             | Wencke Myhre                      | Ein Hoch der Liebe                 | 11    |
| 7.        | Belgija             | Claude Lombard                    | Quand Tu Reviendras                | 8     |
| 7.        | Jugoslavija         | Luci Kapurso in Hamo Hajdarhodžić | Jedan dan                          | 8     |
| 7.        | Monako              | Line and Willy                    | A Chacun Sa Chanson                | 8     |
| 10.       | Italija             | Sergio Endrigo                    | Marianne                           | 7     |
| 11.       | Portugalska         | Carlos Mendes                     | Verão                              | 5     |
| 11.       | Luksemburg          | Chris Baldo in Sophie Garel       | Nous Vivrons D'amour               | 5     |
| 13.       | Norveška            | Odd Børre                         | Stress                             | 2     |
| 13.       | Avstrija            | Karel Gott                        | Tausend Fenster                    | 2     |
| 13.       | Švica               | Gianni Mascolo                    | Guardando Il Sole                  | 2     |
| 16.       | Finska              | Kristina Hautala                  | Kun Kello Käy                      | 1     |
| 16.       | Nizozemska          | Ronnie Tober                      | Morgen                             | 1     |

## Zemljevid
- Zeleno = države udeleženke
- Rumeno = države, ki so v preteklosti že nastopile, a leta 1968 niso sodelovale